# ミスタンゲット
ミスタンゲット（Mistinguett, 1873年4月5日 - 1956年1月6日）はフランスのシャンソン歌手、女優。本名はジャンヌ・ブルジョワ (Jeanne Bourgeois)。ミスという愛称で親しまれ、華麗な舞台と脚線美で「レヴューの女王」、「ミュージックホールの女王」と称賛された。

## 生涯

### 生い立ち

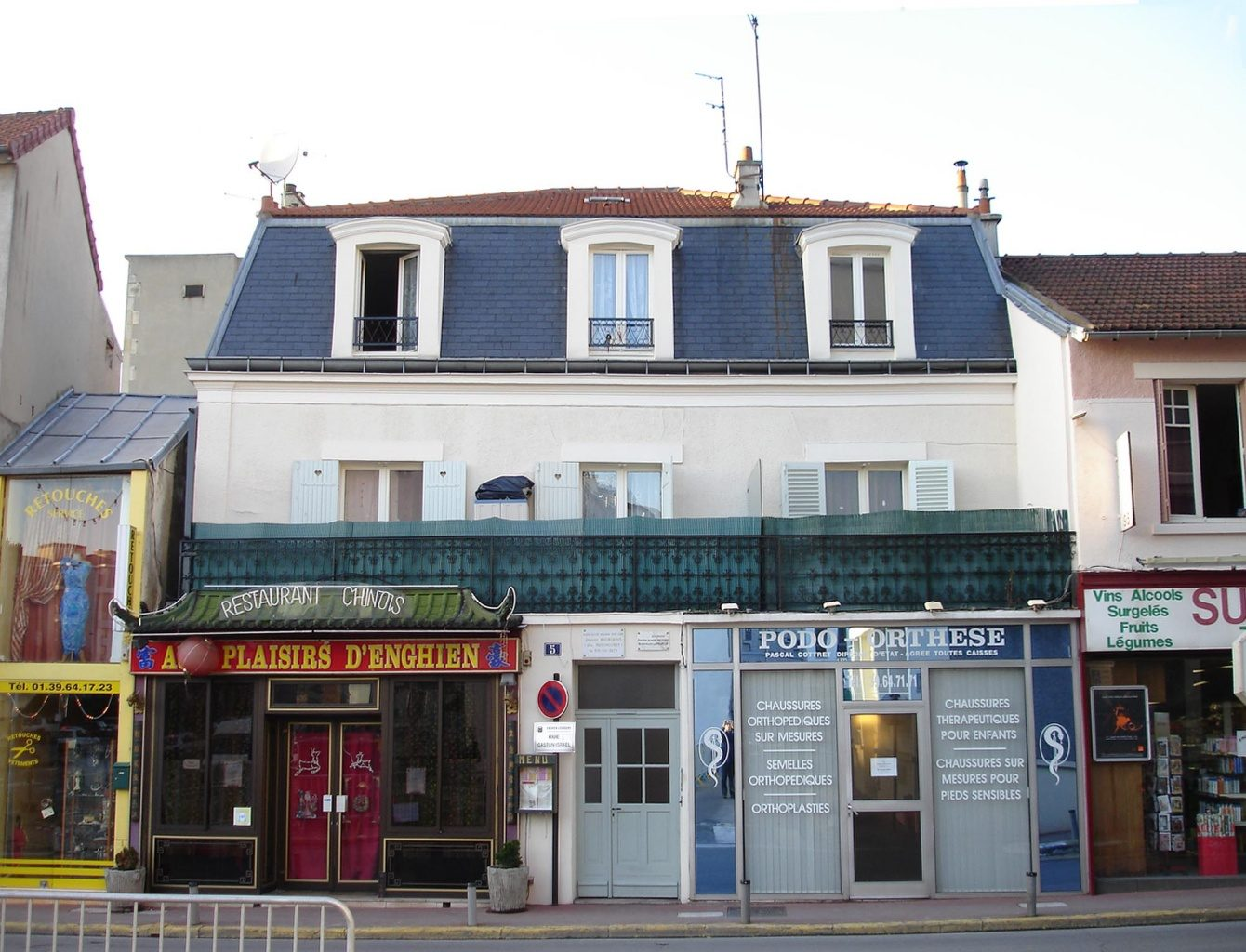
ミスタンゲットの生家

1873年、パリ郊外のアンギャン＝レ＝バン生まれ。父親はベルギー人でマットレス製造業者であったが早く亡くなった。ジャンヌは幼いころから活発、目立ちたがり屋で、7歳でスターになることを夢見ていたという。パリ・オペラ座の音楽家についてヴァイオリンと声楽を学ぶ。
「ミスタンゲット」とは、このころパリに向かう列車の中で知り合った、レヴュー作家のサン＝マルセルが「ミス・タンゲット」と呼んだのが始まりである。これは当時流行していたシャンソン「ラ・ヴェルタンゲット」をもじったものであった。

### 活動初期

Dans Marjolaine, jouant Hélyett (affiche de Georges de Feure, 1896).

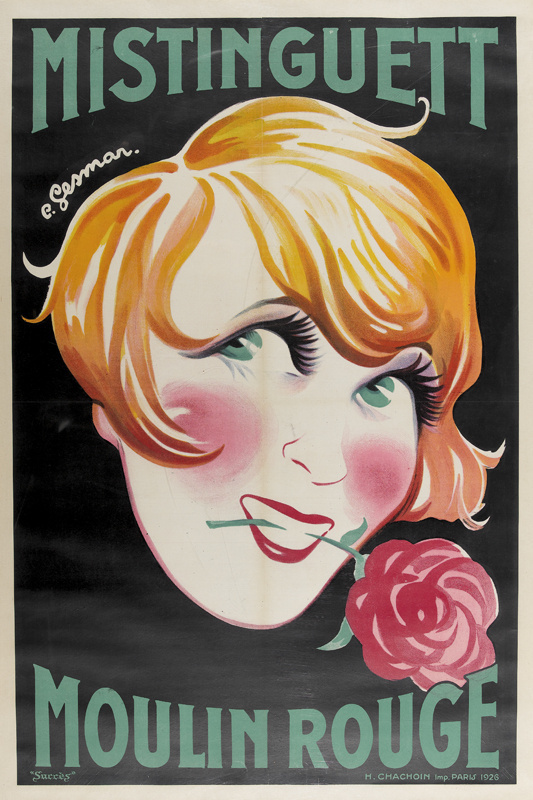
Affiche du Moulin Rouge, par Charles Gesmar.

サン＝マルセルの紹介でミスタンゲットは1895年に「カジノ・ド・パリ」でデビューし、その後「トリアノン・コンセール」に移る。1897年から1907年まで在籍したカフェ・コンセール「エルドラド」で頭角を現した。ミスタンゲットは劇団リュシモンと3年契約を結び、2年目の1908年、「ブッフ・パリジャン」でのレヴュー『ちびのフローラ』に主役として抜擢され、評判となった。詩人カチュール・マンデスが新聞にミスタンゲットへの賛辞を寄せ、彼女の脚線美に触れると、人気はさらに高まった。ミスタンゲットのレヴューを見て感銘を受けた劇作家ロベール・ド・フレールは自作の喜劇『優柔不断』に彼女を出演させた。
1909年、ムーラン・ルージュの舞台において、マックス・デアリ（1874年-1943年）が考案した「ラ・シャルペー」と呼ばれるアパッシュ・ダンスを2人で踊り、一大センセーションを巻き起こす。翌1910年には、パレ・ロワイヤル劇場の軽喜劇『泣くな心よ』に出演し、劇中「ラ・リブルダング」と呼ばれたバーレスク風ダンスが話題を呼んだ。以降、各レヴュー劇場はミスタンゲットの奪い合いとなり、マリニー劇場、カピュシーヌ劇場と出演が続いた。

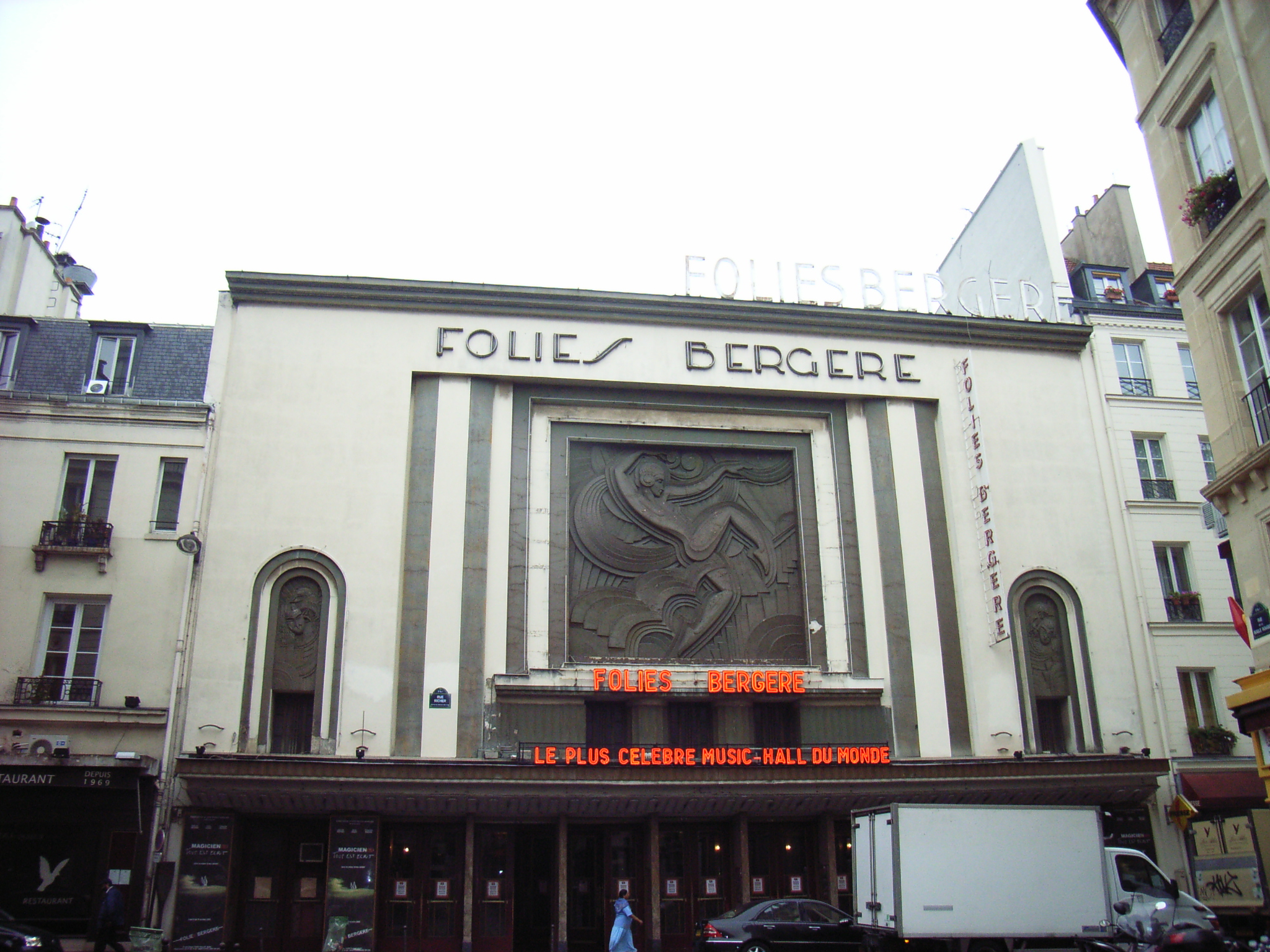
シュヴァリエとの共演で評判を取ったフォリー・ベルジェール

1911年4月、ヴァリエテ座でジャック・オッフェンバックのオペレッタ『パリの生活』で女中ポリーヌを演じる。同年暮れには、フォリー・ベルジェールに初登場して若きモーリス・シュヴァリエと共演、2人の「びっくり仰天ワルツ (La valse renversante)」は後々の語り草となるほどの大評判となった。また、この共演からシュヴァリエとの恋愛関係が始まった。
1912年1月にヴァリエテ座で再びマックス・デアリと組む。続いて2つのレヴュー及びオペレッタ『私が王様だったら』に出演。映画にも出演し、『レ・ミゼラブル』、『ラ・グルー』、『巷の花』などの作品がある。1913年夏には、各新聞がミスタンゲットとマヨール（フェリックス・マイヨール）の結婚を報道した。しかし、これは事実でなく、2人が偶然同じ避暑地に居合わせたことを脚色したに過ぎなかった。
このころまでには、モンパルナスでジャン・コクトーやオスカー・ワイルドをはじめ、ミスタンゲットを熱烈に支持するファン層ができており、彼女への叶わぬ恋に自殺を遂げた青年も現れるほどになる。イギリスのエドワード7世、スペインのアルフォンソ13世、スウェーデンのグスタフ5世ら王侯貴族も彼女のひいき筋となった。

### 第一次世界大戦以降

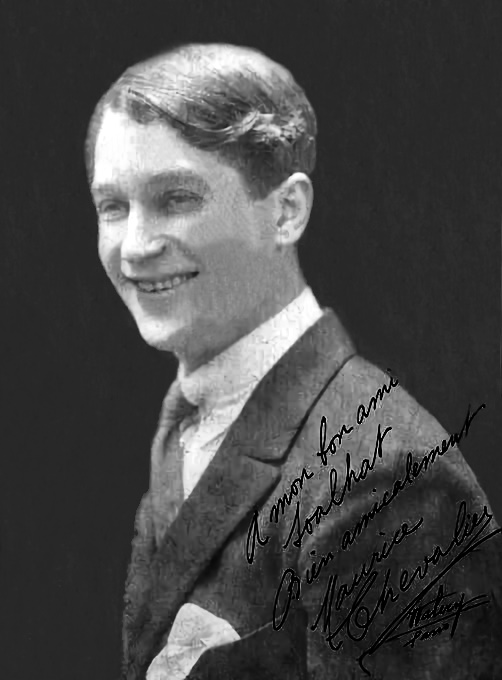
モーリス・シュヴァリエ（1888年-1972年）。ミスタンゲットとの共演で名声を高めた。

1914年、予定されていた映画が第一次世界大戦のために中止となり、ミスタンゲットはイタリアにしばらく滞在して歌った。1915年5月のイタリア参戦によってパリに戻る。11月に「オランピア」に出演、12月に「スカラ劇場」でのレヴュー『沈黙して、用心して』に出演中、モーリス・シュヴァリエがドイツ軍との戦闘により捕虜になったことを知る。
ミスタンゲットはシュヴァリエ釈放のために手を尽くし、スペイン王アルフォンソ13世の協力も得てシュヴァリエの帰国が実現する。ミスタンゲットは、さらにシュヴァリエのショービジネス界への復帰をめざして劇場に売り込み、フォリー・ベルジェールに自ら掛け合ってシュヴァリエを採用させた。1917年3月のグランド・レヴューで2人は共演し、ジャズナンバー「ブロークン・ドール」で評判を取る。その後も共演はつづき、1918年「カジノ・ド・パリ」でのレヴュー『うっちゃっとけよ』において、2人は「パリ名物」、「理想のカップル」などといわれるまでになった。

#### シュヴァリエとの別れ
しかし、シュヴァリエが成長し、彼の名声が高まるにつれて、2人の不和が深まっていった。その背景にはシュヴァリエの女性問題があり、直接的には芸に関してもお互いの自尊心から衝突するようになっていた。
ミスタンゲットが自分のギャラを削ってまでも劇場にシュヴァリエの採用を受け入れてもらった経緯がありながら、レヴュー『パリ・キ・リ』でシュヴァリエは、看板の文字を2人とも同じ大きさにするよう要求し、レヴュー中に彼ひとりのリサイタル形式の場面を設けるよう求めたという。さらに、1920年のレヴュー『ジャズるパリ』では、予定されていた歌「私の男 (Mon homme)」（「私のいい人」とも）を当初ミスタンゲットが気に入らず、シュヴァリエが「それなら僕がもらおう」と言い出したのにミスタンゲットは怒り、「あなたはいつも私の歌を奪ってしまうのね。これは私のものよ！」と叫んだという。とはいえ、ミスタンゲットが黒いドレス姿で歌ったこの歌は大ヒットし、1921年には英語歌詞「My man」が書かれてアメリカでも人気となった。
一方、シュヴァリエにとっても、ミスタンゲットの感情変化の落差の大きさや気まぐれな言動に不満が募ってきていた。この結果、シュヴァリエは去り、「カジノ・ド・パリ」でのレヴュー『ざわめくパリ』において、ミスタンゲットはアール・レスリーを新たなパートナーとする。このレヴューで歌った「もう、うんざりよ (Moi j'en ai marre)」がヒットする。

Affiche de Daniel de Losques (avant 1915).

#### 渡米
1923年、レヴュー『そっと (En douce)』で同名の主題歌がヒット。ミスタンゲットはアメリカ・レヴュー界の大立者である興行師フローレンツ・ジーグフェルド(1869-1932)と契約を交わし、ニューヨークに向かう。しかし、旅行中に体調を崩したことが原因で、契約を破棄された。

### 「レヴューの女王」

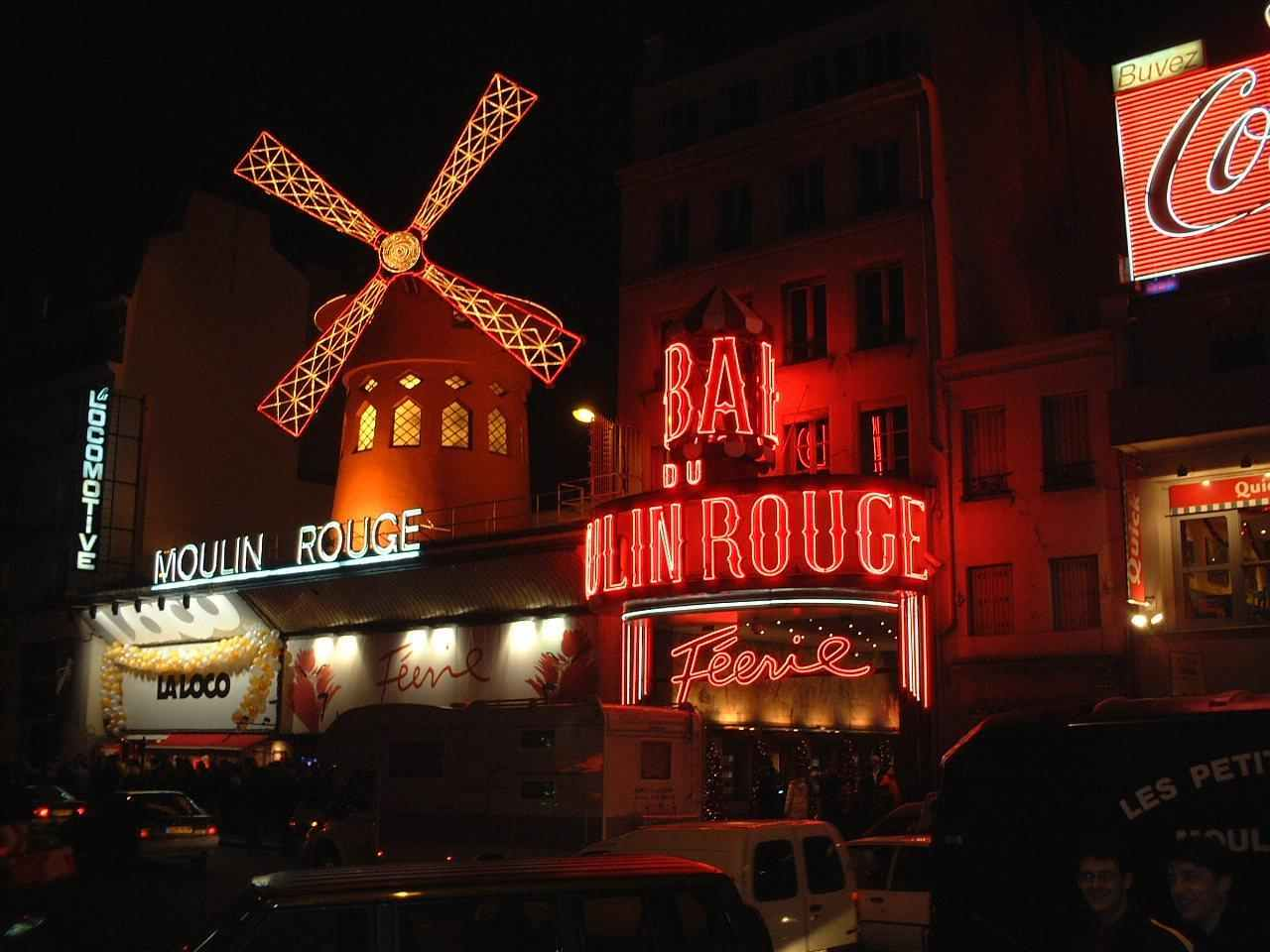
ムーラン・ルージュ

1924年7月にミスタンゲットはフランスに帰国し、「カジノ・ド・パリ」において、再びアール・レスリーとの共演で『ボンジュール・パリ』に出演した。このとき、レヴューの第1景で、ミスタンゲットが階段を下りて「ボンジュール・パリ！」というと、観客席からいっせいに「お帰りなさい、ミス！」という声が上がったという。
1926年から1928年にかけて、「ムーラン・ルージュ」において次々にレヴューを上演する。自らの芸名を冠した『レヴュー・ミスタンゲット』では、「私にあるのはこれだけよ (J'ai qu'ça)」、「ヴァレンシア (Valencia)」、『サ・セ・パリ』では「はだかを見られた (Il m'a vue nue)」、「サ・セ・パリ (Ça c'est Paris)」などの代表曲が生まれた。1928年には若きジャン・ギャバンと『パリは回る』で共演する。

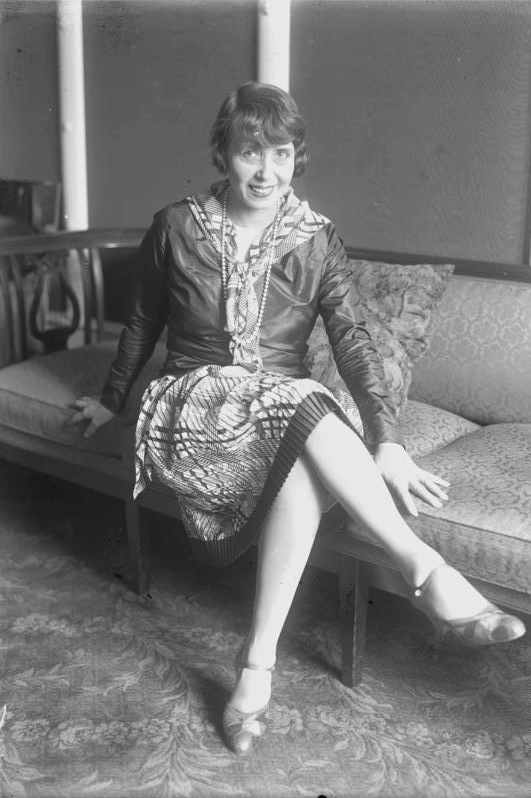
1931年、ベルリンで

1929年、ムーラン・ルージュが経営者交代による運営失敗により映画館に転向したことから、再び「カジノ・ド・パリ」の舞台に立ち、『パリ・ミス』を上演する。ヨーロッパ公演から戻った1931年には、ジャン・サブロンと『輝くパリ』で共演、「パリの夜 (Nuits de Paris)」、「離さないで (Garde-moi)」などのヒット曲が誕生した。
1933年、フォリー・ベルジェールで『狂乱のフォリー』を上演。1936年2月、アランブラ劇場で『パリの花』、同年、映画『リゴルボッシュ』にそれぞれ出演する。

### 第二次世界大戦―晩年
1937年12月、「カジノ・ド・パリ」で『パリの夢幻劇』を上演。これが実質的にミスタンゲット最後の大舞台となった。この上演には客が殺到し、入場券整理のための窓口を増設しなければならないほどだった。
南米公演からの帰途、第二次世界大戦が勃発する。ミスタンゲットは「エトワール」、「カジノ・ド・パリ」、「アランブラ」に出演し、占領下のパリで歌った。しかし、このために戦後、ドイツ軍への協力を疑われることになった。

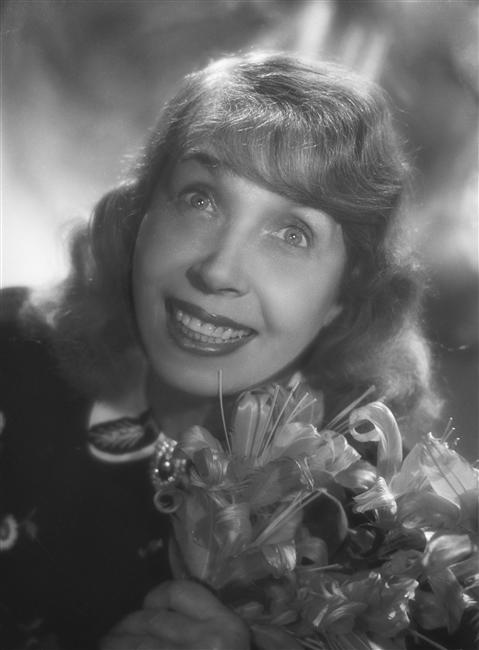
晩年のミスタンゲット（1944年）

嫌疑が解けた1949年、「ア・ベ・セ」での『パリは楽しむ』に出演した。このとき、76歳のミスタンゲットを心配した興行主が「このレヴューには新人を仕込むシーンがあって、大階段を下りなければならないが、どんなものだろう」と相談したところ、ミスタンゲットは「私の相手をしてくれるその年寄り役はだれ？」と聞き返したという。舞台では、12分間つづくダンスを最後まで踊りとおした。
1951年にミスタンゲットは引退し、1956年1月、82歳で没した。死の直前、シュヴァリエから寄せられた励ましの電報を見て、ミスタンゲットは微笑みながら亡くなったという。
フランスの新聞は、ミスタンゲットの死を次のような大見出しで報じた。
「パリ中皆が泣いている。パリの建造物と同様に不滅と思われ、敬愛されてきた彼女は詩人、お針子(midinette)の都パリそのものだった」

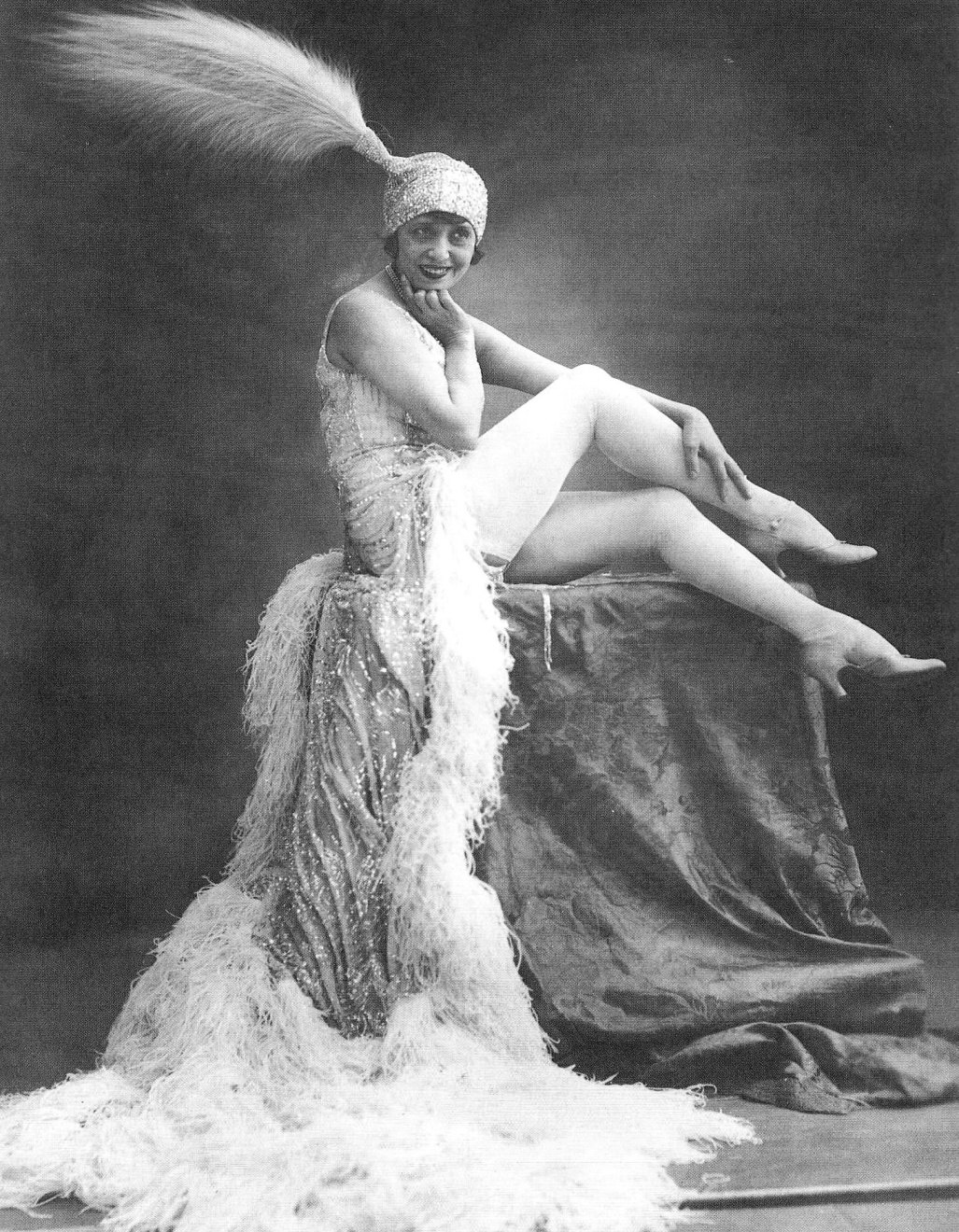
Mistinguett au Moulin Rouge en 1911.

## 作詞活動
ミスタンゲットはジャン・ギャバンとの「皆ついてくるの」や「すべてあなたのために」などの作詞を手がけている。このほか、De limaのペンネームでも、作詞家のルリエーブルやマルク＝カブらと共作している。このペンネームは、ミスタンゲットの「エルドラド」時代に、ブラジル人富豪との間に生まれた息子の名前からとったものである。

## 代表曲
- 「私の男 (Mon homme)」（「私のいい人」とも） 1920年

アルベール・ヴィルメッツ作詞、モーリス・イヴァン作曲。英語歌詞「My Man」としても知られる。
- 「もう、うんざりよ (Moi jén ai marre)」
- 「そっと (En douce)」 1923年
- 「私にあるのはこれだけよ (J'ai qu'ça)」 1926年　ジャン・ルノワール作詞・作曲
- 「ヴァレンシア (Valencia)」　1926年　パディーリャ作曲
- 「はだかを見られた (Il m'a vue nue)」　1926年
- 「サ・セ・パリ (Ça c'est Paris)」　1926年
- 「皆ついてくるの (On m'suit)」 1928年
- 「すべてあなたのために (Tout ça c'est pour vous)」 1928年
- 「パリの雀 (Moineau de Paris)」　1929年
- 「私の男は行ってしまった (Mon homme est patri)」　1929年
- 「パリの夜 (Nuits de Paris)」 1931年
- 「離さないで (Garde-moi)」 1931年
- 「本当よ (C'est vrai)」 1933年
- 「みんな私だけに (Tout ça n'arrive qu'à moi)」　1933年
- 「幸福になるために (Pour être heureux chantez)」　1936年
- 「私はパリっ子 (Oui je suis de Paris)」　1936年
- 「百万長者を捜して (Je cherche un millionnaire)」　1937年
- 「ガス燈の下で (Sous les becs de gaz)」　1937年

## 出演映画
- 『巷の花』　1912年
- 『レ・ミゼラブル』　1913年
- 『ラ・グルー』　1913年
- 『リゴルボッシュ』　1936年